# Sherwood Anderson
Sherwood Anderson (Camden, 13 settembre 1876 – Panama, 8 marzo 1941) è stato uno scrittore statunitense che si è dedicato soprattutto al racconto breve (short story).
È noto al pubblico soprattutto grazie alla raccolta di racconti Winesburg, Ohio che ebbe un'influenza profonda sulla letteratura e sulla narrativa americana e l'eco del suo stile e delle sue opere può essere facilmente rintracciata negli scritti di Ernest Hemingway, William Faulkner, Thomas Wolfe, John Steinbeck e altri.

## Biografia
Nacque a Camden nell'Ohio, terzo dei sette figli di Erwin M. e Emma S. Anderson. Dopo il fallimento negli affari del padre, la famiglia fu costretta a frequenti trasferimenti finché, nel 1884, finalmente si stabilì a Clyde, nell'Ohio. La difficile situazione familiare spinse il padre a bere pesantemente mentre, nel 1895, sopraggiunse la morte della madre a causa della tubercolosi. Anche in conseguenza di questi avvenimenti Anderson, desideroso di aiutare la sua famiglia, abbandonò la scuola a 14 anni e iniziò a lavorare, cimentandosi nei mestieri più disparati e guadagnandosi in questo modo il soprannome di "Jobby".
Si trasferì in seguito a Chicago per rimanere vicino al fratello Karl e lavorò come manovale fino alla fine del secolo quando, iscrittosi nelle liste, venne chiamato dall'esercito. Tuttavia, pur inviato a Cuba per la Guerra ispano-americana non partecipò ai combattimenti in prima persona.
Nel 1900, terminata la guerra, frequentò l'Università Wittenberg a Springfield nell'Ohio e, finalmente, riuscì a ottenere un posto come copywriter a Chicago, attività che svolse con grande successo. Nel 1904 sposò Cornelia Lane, che apparteneva a una facoltosa famiglia locale.
Stabilitosi a Cleveland, divenne padre di tre bambini e successivamente si spostò ad Elyria, dove gestì dapprima un servizio di vendita per corrispondenza e in seguito alcune aziende produttrici di vernici. Nel novembre del 1912 scomparve improvvisamente per poi riapparire quattro giorni dopo mostrando chiari segni di un cedimento nervoso. In seguito parlò di questa esperienza come di una "fuga dall'esistenza materialistica", guadagnandosi le lodi di vari altri scrittori che nel suo gesto videro un esempio di "coraggio". Tornato a Chicago, ricominciò a lavorare per conto di compagnie editoriali e pubblicitarie
Nel 1916, divorziò da Cornelia e si risposò con Tennessee Mitchell. Nello stesso anno venne pubblicato il suo primo romanzo Windy McPherson's Son, al quale seguì, tre anni dopo, il secondo romanzo lungo, Marching Men. Tuttavia, egli è probabilmente più famoso per la raccolta di racconti, iniziata nel 1919, conosciuta con il titolo di Winesburg, Ohio. Anderson sostenne che Hands, il racconto che apre il volume,  era la prima vera storia che avesse scritto. I temi delle sue opere sono paragonati a quelli di T. S. Eliot e di altri appartenenti alla corrente letteraria del modernismo.
Nonostante i suoi racconti avessero riscosso un grande successo, continuò ad avvertire l'esigenza di scrivere romanzi. Nel 1920 pubblicò Poor White, romanzo che incontrò anch'esso un certo favore da parte del pubblico. Scrisse diversi altri romanzi e, nel 1922, divorziò anche dalla seconda moglie sposando, tre anni dopo, Elizabeth Prall.
Nel 1923 Anderson diede alle stampe Many Marriages, le cui tematiche sarebbero state trattate e sviluppate in molti dei suoi scritti successivi. Il romanzo ricevette anche giudizi negativi ma, complessivamente, si può dire che la critica fu ancora una volta favorevole. Francis Scott Fitzgerald, ad esempio, giudicò Many Marriages come uno dei migliori romanzi che Anderson avesse scritto.
A partire dal 1924 Anderson abitò uno degli appartamenti dello storico edificio Pontalba Apartments a New Orleans (540-B St. Peter Street), nelle vicinanze di Jackson Square. Qui, lui e la moglie tennero un salotto letterario a cui parteciparono William Faulkner, Carl Sandburg, Edmund Wilson e altri illustri esponenti della letteratura statunitense del tempo.
Di fatto, il protagonista dell'ambiguo e commovente racconto di Anderson A Meeting South è Faulkner; inoltre nel 1925 scrisse anche Dark Laughter (Riso nero), un romanzo che trae la propria origine dalla sua esperienza di vita a New Orleans. Il romanzo, nonostante sia stato oggetto d'una presa in giro da parte di Ernest Hemingway in The Torrents of Spring (Torrenti di primavera), si può dire che sia stato in effetti l'unico vero best seller di Anderson.
Anche il suo terzo matrimonio finì per fallire e, alla fine degli anni venti sposò in quarte nozze Eleanor Copenhaver, con la quale condivideva la passione per gli studi e i viaggi. Negli anni trenta Anderson pubblicò Death in the Woods, Puzzled America (un libro di saggi) e, nel 1936, Kit Brandon.
Nel 1932 dedicò il romanzo Beyond Desire alla moglie Eleanor. Nella parte conclusiva della sua carriera l'influenza di Anderson nell'ambiente letterario andò lievemente scemando e questi lavori sono generalmente considerati inferiori ai precedenti, nonostante contengano comunque alcuni dei suoi passi più belli e significativi.
Anderson morì a Panama all'età di 64 anni, dopo che l'aver accidentalmente inghiottito un'oliva per intero senza sapere che al suo interno ci fosse uno stuzzicadenti durante una festa gli aveva provocato un attacco di peritonite. Fu seppellito in Virginia al Round Hill Cemetery di Marion.
Il suo epitaffio recita: "La vita, non la morte, è l'avventura più grande".
L'ultima casa in cui Anderson visse, nota con il nome di "Ripshin", si trova tuttora a Troutdale, in Virginia, e può essere visitata su prenotazione.

## Opere
- Windy McPherson's Son (1916), romanzo
- Marching Men (1917), romanzo
- Mid-American Chants (1918), poesie
  - trad. Elena Consiglio, Dario Ricciardo e Francesco Romeo, Canti del Mid-America, Palermo, Corrimano, 2014
- Winesburg, Ohio (1919), raccolta di racconti
- Poor White (1920), romanzo
  - trad. Luisella Quilico, Un povero bianco, Torino, Einaudi, 1945; Milano, Mondadori, 1959
  - trad. Eugenio Ponzilli, Un povero bianco, a cura di Ilenia Carrone, Roma, Nobel, 2011
- The Triumph of the Egg: A Book of Impressions From American Life in Tales and Poems (1921), raccolta di racconti[1]
  - trad. Daniele Suardi, Il trionfo dell'uovo, Prato, Piano B edizioni, 2013
- Many Marriages (1922), romanzo
  - trad. Luigi Giovanola, Molti matrimoni, Milano, Mondadori, 1945
  - trad. Maurizio Barletta, Molti matrimoni, Roma, Robin, 2011
- Horses and men (1923), raccolta di racconti[2]
  - trad. Gabriele Baldini, L'uomo che diventò donna, Milano, Longanesi, 1949
  - trad. E. Antonini - M. Pirulli - L. Starace, L'uomo che diventò donna, Roma, Cliquot, 2015
- A Story Tellerʼs Story (1924), memorie
  - trad. Fernanda Pivano, Storia di me e dei miei racconti, Torino, Einaudi, 1947
  - trad. Nicola Manuppelli, Storia di uno scrittore di storie, Fidenza, Mattioli 1885, 2015
- Dark Laughter (1925), romanzo
  - trad. Cesare Pavese, Riso nero, Torino, Frassinelli, 1932; Milano, Bompiani, 1976
  - trad. Marina Pirulli, Riso nero, Roma, Cliquot, 2016
  - trad. Giuseppe Pascarelli, Dark Laughter, Potenza, Edizioni Grenelle, 2016
- The Modern Writer (1925), saggi
- Tar: A Midwest Childhood (1926), romanzo
- Sherwood Anderson's Notebook (1926), memorie
- A New Testament (1927), poesie
- Alice and The Lost Novel (1929), romanzo
  - trad. Cecilia Mutti, Il romanzo perduto, Fidenza, Mattioli 1885, 2011
- Hello Towns! (1929), raccolta di articoli di giornale
- Nearer the Grass Roots (1929), saggi
- The American County Fair (1930), saggi
- Perhaps Women (1931), saggi
- Beyond Desire (1932), romanzo
- Death in the Woods and Other Stories (1933), raccolta di racconti[3]
  - trad. e cura F. Zaurino - D. Lonigro, Morte nel bosco e altre storie americane, Bari, DOTS Edizioni, 2022
- Puzzled America (1935), saggi
- Kit Brandon: A Portrait (1936), romanzo
  - trad. Marcella Bonsanti, Ritratto di Kit Brandon, Milano, Feltrinelli, 1959
- Plays, Winesburg and Others (1937), teatro
- A Writer's Conception of Realism (1939), saggi
- Home Town (1940), fotografie commentate
- The Sound of the Stream (1941), racconto
  - trad. Cristina Stella, Le voci del torrente, con una nota di Ambrogio Borsani, Genova, Il melangolo, 1992

postume
- Sherwood Anderson's Memoirs (1942), memorie
- The Sherwood Anderson-Reader, a cura di Paul Rosenfeld (1947), antologia
  - trad. Marcella Hannau, Il meglio di Sherwood Anderson, Milano, Longanesi, 1954
- The Portable Sherwood Anderson, a cura di Horace Gregory (1949), antologia
- Letters of Sherwood Anderson, a cura di Howard Mumford Jones e Walter B. Rideout (1953), lettere
- Sherwood Anderson: Short Stories, a cura di Maxwell Geismar (1962), raccolta di racconti
- Return to Winesburg: Selections from Four Years of Writing for a Country Newspaper, a cura di Ray Lewis White (1967), raccolta di articoli di giornale
- The Buck Fever Papers, a cura di Welford Dunaway Taylor (1971), raccolta di articoli di giornale
- Correspondance and Personal Essays, a cura di Ray Lewis White (1972)
  - trad. Marina Premoli, Venticinque arance per venticinque cents. Lettere 1921-1941 (con Gertrude Stein), prefazione di Fernanda Pivano, Milano, Rosellina Archinto, 1988
- The "Writer's Book", a cura di Martha Mulroy Curry (1975), inediti
- France and Sherwood Anderson: Paris Notebook, 1921, a cura di Michael Fanning (1976), viaggi
- Sherwood Anderson: The Writer at His Craft, a cura di Jack Salzman, David D. Anderson e Kichinosuke Ohashi (1979), antologia
- A Teller's Tales, a cura di Frank Gado (1983), antologia
- Sherwood Anderson: Selected Letters: 1916–1933, a cura di Charles E. Modlin (1984), lettere
- Letters to Bab: Sherwood Anderson to Marietta D. Finely, 1916–1933, a cura di William A. Sutton (1985), lettere
- The Sherwood Anderson Diaries, 1936–1941, a cura di Hilbert H. Campbell (1987), diari
- Sherwood Anderson: Early Writings, a cura di Ray Lewis White (1989), raccolta di scritti giovanili
- Sherwood Anderson's Love Letters to Eleanor Copenhaver Anderson, a cura di Charles E. Modlin (1989), lettere
- Sherwood Anderson's Secret Love Letters, a cura di Ray Lewis White (1991), lettere
- Certain Things Last: The Selected Stories of Sherwood Anderson, a cura di Charles E. Modlin (1992), antologia di racconti
- Southern Odyssey: Selected Writings by Sherwood Anderson, a cura di Welford Dunaway Taylor e Charles E. Modlin (1997), antologia
- The Egg and Other Stories, a cura di Charles E. Modlin (1998), raccolta di racconti
- Collected Stories, a cura di Charles Baxter (2012), raccolta completa dei racconti[4]